# Ocuparea Constantinopolului
Ocuparea Constantinopolului (Istanbulul zilelor noastre) (13 noiembrie 1918 – 4 octombrie 1923) a fost ocupația militară a capitalei Imperiului Otoman care a urmat semnării Armistițiului de la Mudros, la sfârșitul Primului Război Mondial. Primele trupe franceze au intrat în capitală pe 12 noiembrie 1918, urmate de cele britanice a doua zi. Ocupația a avut două etape: ocupația de facto (13 noiembrie 1918 – 20 martie 1920) și cea de jure (20 martie 1920 – până după semnarea Tratatului de la Lausanne). Ultimele trupe aliate au părăsit orașul pe 4 octombrie 1923. Primele trupe ale revoluționarilor turci au intrat în oraș pe 6 octombrie 1923. Trupele aliate și-au împărțit orașul și au organizat o comisie interaliată militară de administrație începând cu primele săptămâni ale lunii decembrie 1918. Ocuparea Constantinopolului de către Aliați a fost pentru prima oară când orașul a fost predat unor forțe străine de la cucerirea orașului de către otomani în 1453. Ocuparea Constantinopolului, împreună cu Ocuparea Izmirului a mobilizat fortele naționaliste turce și a dus la declanșarea Războiului de Independentă al Turciei

## Contextul general
Populația estimată a Istanbulului în 1920 era de 1.000.000 – 1.200.000 de locuitori. Dintre aceștia, 560.434 erau musulmani, 384689 greci fanarioți ,118.000 armeni  și 44. 795 evrei

### Legalitatea ocupației
Armistițiul de la Mudros, care a pus capăt participării Imperiului Otoman la luptele Primului Război Mondial, menționa dreptul Aliaților să ocupe forturile Bosfor și Dardanele. Pe 30 octombrie 1918, Somerset Arthur Gough-Calthorpe, semnatarul britanic al tratatului, a afirmat că Antanta nu intenționa să dizolve guvernul otoman sau să-l plaseze sub regimul ocupației militare prin ocuparea capitalei imperiului. Această promisiune verbală și lipsa unor mențiuni spreciale în textul armistițiului cu privire la ocuparea orașului nu au schimbat însă situația de fapt pentru Imperiul Otoman. Amiralul Arthur G. Calthorpe definea succint poziția britanică ca „niciun fel de favor turcilor”  și „nicio speranță pentru ei”. Delegația otomană s-a reîntors în capitală cu o scrisoare din partea lui Calthorpe, destinată exclusiv marelui vizir Rauf Bey și sultanului, în care primitea că doar trupele franceze și britanice vor fi folosite pentru ocuparea fortificațiilor Strâmtorilor.  Otomanilor li se permitea să păstreze în regiune un număr redus de militari, ca simbol al suveranității.

### Poziția sultanului
Ambasadorul britanic la Constantinopol (1920 – 1924), Horace Rumbold,  a afirmat că sultanul Mehmed al VI-lea nu a acceptat sau  înțeles punctul de vedere kemalist al Mișcării Naționale Turce. Sultanul, după părerea ambasadorului britanic, nu a înțeles niciodată semnificația evenimentelor militare și politice care au urmat semnării Armistițiului de la Mudros, nefiind capabil să înțeleagă că împărțirea Imperiului Otoman reflecta lipsirea de puterea reală și transformarea sa într-un prizonier de lux în propria patrie. Din punctul de vedere al sultanului, el și cercul restrâns al apropiaților săi erau „adevărații turci”. În afara acestora, mai exista însă un grup de „adevărați” turci, loiali patriei, care luptau să salveze imperiul indiferent de pericole. Unii dintre revoluționari turci erau acceptați sau nu de sultan ca „turci”, funcție de faptele lor. Ambasadorul Rumbold mai afirmă că sultanul pretindea că Mustafa Kemal era un revoluționar macedonean cu o origine incertă, Bekir Sami era un cerchez, iar alți revoluționari nu erau decât albanezi sau cerchezi vorbitori de limbă turcă. În plus, după cum menționa Rumbold, sultanul considera că rezistența împotriva Aliaților a kemaliștilor ajutați de bolșevici va face ca Turcia să aibă soarta Republicii Democrate Azere, care fusese transformată în RSS Azerbaidjană. 
În anii care au urmat, Enver Pașa a vizitat Moscova și mai apoi Asia Centrală, unde a căutat să obțină recucerirea puterii (în detrimentul Aliaților) folosindu-se de sprijinul bolșevicilor prin Uniunea Societăților Revoluționare Islamice. Mișcarea Națională Turcă nu a cedat tentației bolșevice, în schimb a făcut pace cu Aliații. Enver Pașa a fost ucis în luptele cu Armata Roșie. Reformele lui Atatürk au abolit Califatul. Mișcare Khilafat nu l-a salvat pe califul otoman, dar a devenit în schimb o mișcare naționalistă care a îmbunătățit relațiile hindo-musulmane.

## Admistrația militară

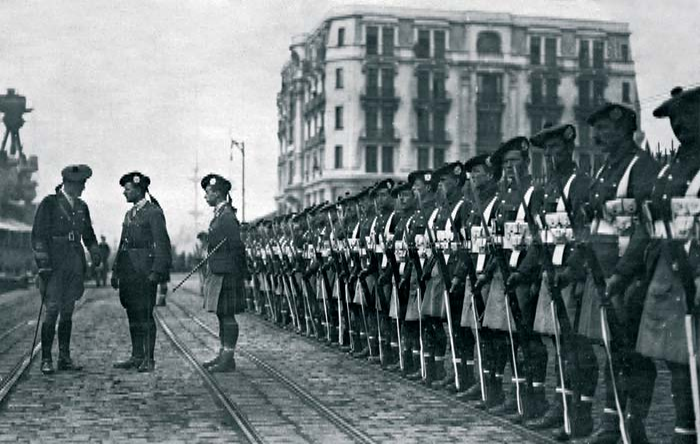
Forțele de ocupație britanice în portul Karaköy. Clădirea din fundal este sediul Liniilor Maritime de Stat Turce (Türkiye Denizcilik İșletmeleri)

Aliații nu au așteptat semnarea unui tratat de pace pentru a ridica pretenții asupra teritoriului otoman. La doar 13 zile după semnarea Armistițiului de la Mudros, o brigadă franceză a intrat în Istanbul (12 noiembrie 1918). A doua zi au intrat în oraș și primele trupe britanice. La începutul lunii decembrie 1918, trupele aliate au stabilit zone de ocupație și au format o administrație militară aliată. 
Pe 8 septembrie 1919, generalul francez Franchet d' Espèrey a intrat în oraș călare pe un cal alb, încercând să copieze intrarea în capitala bizantină a sultanului Mehmed Cuceritorul din 1453 după Căderea Constantinopolului. Generalul francez a înercat astfel să semnaleze încetarea suveranității otomane asupra capitalei imperiale. Pe 13 noiembrie 1919, flota aliată a intrat în Bosfor. 

### Somerset Calthorpe, decembrie 1918 – august 1919
Vedeți și: Somerset Arthur Gough-Calthorpe
După semnarea armistițiului, amiralul Somerset Arthur Gough-Calthorpe a fost desemnat drept consilier militar pentru Istanbul. Prima sa sarcină a fost arestarea a 160 – 200 de funcționari ai guvernului Tevfik Pașa (ianuarie 1919). Dintre acești,  treizeci au fost exilați în Malta (exilații din Malta).

#### Instalarea noii autorități
Vedeți și: Exilații din Malta
Britanicii au arestat mai mulți membri ai vechiului guvern și i-a internat pe unii în Malta, în așteptarea procesului pentru presupuse crime de război în timpul primei conflagrații mondiale. Amiralul Calthorpe a ordonat arestarea numai a membrilor guvernului Tevfik Pașa și a anumitor personalități politice și militare. El a dorit să transmită un mesaj clar, conform căreia ocupația militară era efectivă și că nesupunerea la ordinele acesteia va fi aspru pedepsită. Poziția amiralului nu era împărtășită și de ceilalți aliați. Guvernul francez a atras atenția asupra faptului că se făcea o deosebire clară între responsabilii turco-musulmani și cei bulgari, austrieci și germani, care nu fuseseră nici arestați nici molestați. Guvernul turc și sultanul au înțeles însă bine mesajul britanic. Aliații au fost informați în februarie 1919  că Imperiul Otoman și-a subordonat tot aparatul de stat forțelor de ocupație. Toate sursele de conflict (inclusiv Problema armeană) urma să fie investigate de o comisie din care urmau să facă parte și doi observatori desemnați de guverne neutre . Calthorpe avea să transmită un mesaj la Foreign Office: „Acțiunile întreprinse pentru arestări au fost foarte satisfăcătoare și au intimidat, cred, Comitetul Uniunii pentru Progres din Constantinople”.

#### Curțile marțiale

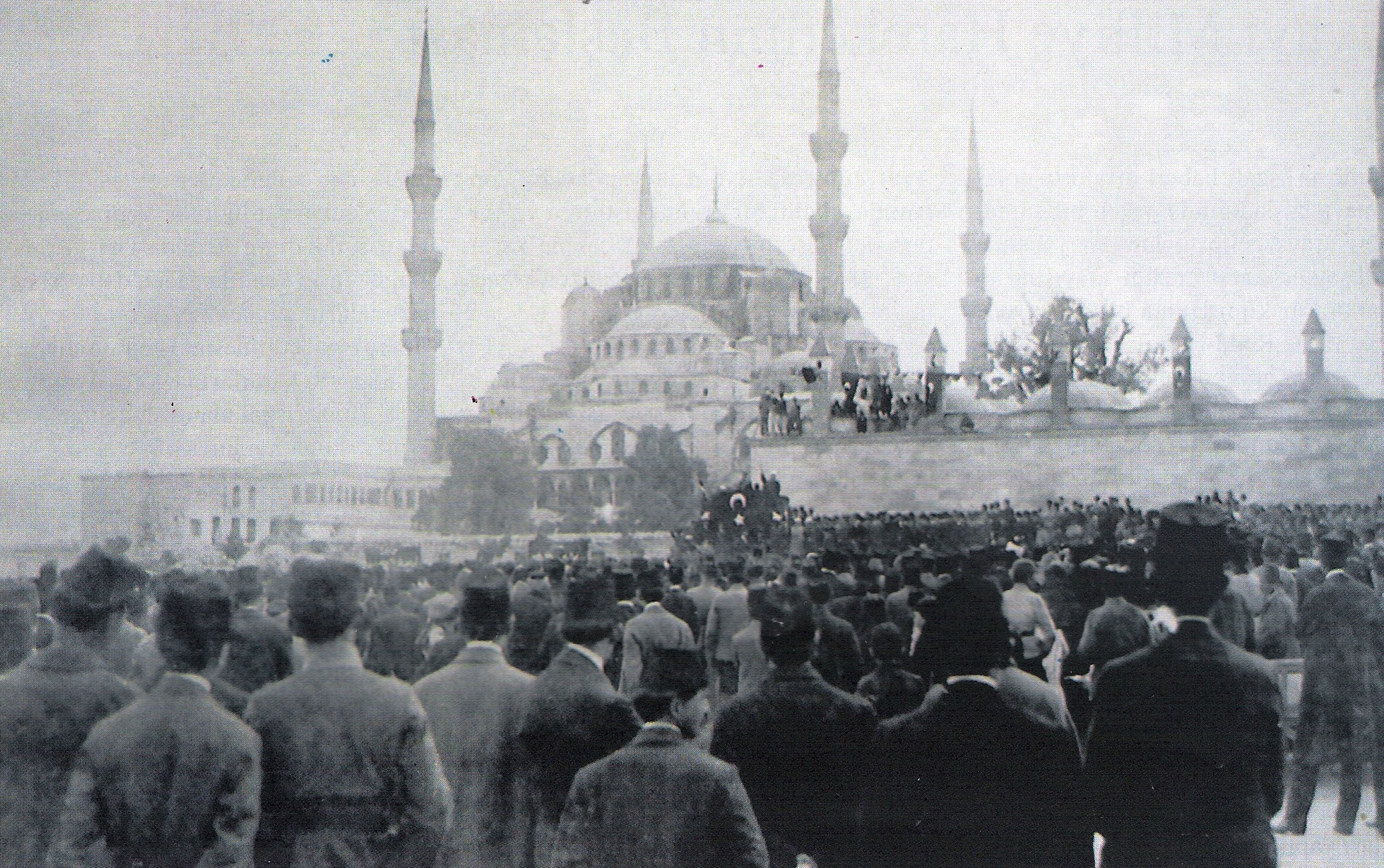
Proteste împotriva ocupației, Istanbul, 23 mai 1919

Mesajul lui Calthorpe a fost bine înțeles de sultan. Tradiția orientală presupunea prezentarea unor daruri către o autoritate în timpul unui conflict serios. Uneori, aceste daruri erau „căderea de capete”. Obiectivul suprem al sultanului era păstrarea integrității instituțiilor otomane. Dacă furia lui Calthorpe putea fi potolită prin aruncarea oprobriului asupra a câțiva membri ai Comitetului pentru Uniune și Progres și prin asta Imperiul Otoman ar fi obținut un tratament mai bun la Conferința de Pace de la Paris, acesta era un preț acceptabil. Procesele au început la Istanbul pe 28 aprilie 1919. Acuzarea a adus ca dovadă 42 de documente autentice, care să susțină acuzațiile, multe datate, purtând numele expeditorilor telegramelor și scrisorilor cifrate și numele destinatarilor. Curtea marțială a decis pe 22 iulie că o serie de acuzați sunt vinovați de subminarea constituționalității și de implicare în mascre. De-a lungul întregii sale existențe (28 aprilie 1919 – 29 martie 1920), curtea marțială s-a remarcat prin activitatea slabă și ineficiență crescândă. Presupușii vinovați erau sacrificați de sultan pentru salvarea imperiul. Calthorpe și-a dat seama imediat de primejdia care amenința autoritatea de ocupație. El avea să scrie la Londra că procesele tindeau să devină o farsă injurioasă la adresa prestigiului britanic și a guvernului turc. Aliații considerau pe de altă parte că aceste procese erau o parodie, pentru evitarea căreia procele trebuiau mutate la o curte din Malta, unde să primească statutul de „procese internaționale”. Curtea la care au fost judecate „procesele internaționale” a refuzat să folosească orice dovadă produsă în tribunalele otomane. Odată cu începerea proceselor internaționale, Calthorpe a fost înlocuit cu John de Robeck. John de Robeck considera că, în noile condiții, concluziile tribunalului nu pot fi puse la îndoială. Toți membrii grupului judecat în Malta au fost eliberați. 

#### Mișcarea Națională Turcă
Vedeți și: Mișcarea Națională Turcă
Calthorpe a fost foarte alarmat când a aflat că învingătorul de la  Gallipoli a fost numit inspector general pentru Anatolia. Comportamentul lui Mustafa Kemal din această perioadă a justificat din plin temerile ambasadorului. Calthorpe a cerut rechemarea în capitală a lui Kemal. Mustafa Kemal se bucura de o serie de simpatii și avea prieteni în cercurile guvernamentale. S-a ajuns astfel la un „compromis”: puterile inspectorului general pentru Anatolia au fost reduse, cel puțin pe hârtie. „Inspectorul general” devenea doar un titlu onorific, fără putere de comandă. Calthorpe nu a încetat însă să urmărească activitatea lui Kemal și eforturile lui pentru înființarea Mișcării Naționale Turce. El a transmis rapoarte regulate la Foreign Office cu privire la activitatea lui Mustafa Kemal, dar observațiile sale au fost privite cu neîncredere. În cele din urmă, Calthorpe a primit o altă însărcinare și a părăsit Istanbulul pe 5 august 1919. 

### John de Robeck, august 1919 – 1922
Somerset Arthur Gough-Calt a fost înlocuit în august 1919 de John de Robeck în funcția de „comandant al Flotei Mediteraneene, și înalt comisar la Constantinopol”. El a fost însărcinat cu supervizarea activităților privitoare la Rusia și Turcia (Imperiul Otoman și Mișcarea Națională Turcă). 
John de Robeck avea numeroase motive de îngrijorare: parlamentul otoman avea o atitudine sfidătoare, stocuri importante de arme fuseseră trecute prin contrabandă în mâinile naționaliștilor turci, iar unele dintre acestea proveneau din surse italiene și franceze. 
În februarie 1920 a fost convocată Conferința de la Londra un au trebuit să fie luate decizii cu privire la termenii unui nou tratat care urma să fie semnat la San Remo. John de Robeck a atras atenția participanților că în Anatolia se dezvoltă o amplă mișcare de rezistență. În condițiile în care mișcarea de rezistență nu era înăbușită rapid, obiectivul partiționării Imperiului Otoman ar fi cerut mult mai mult timp și resurse decât se estimase la început. El a încercat să-i convingă pe liderii prezenți la conferință să declanșeze acțiuni rapide care să vizeze atât întărirea controlului asupra sultanului, cât și exercitarea de presiuni crescute asupra rebelilor. Cererea lui punea însă o problemă stânjenitoare liderilor de la cele mai înalte niveluri: SUA făcuseră promisiuni de respectare a suveranității naționale și americanii se dovedeau tot mai reticenți la propunerile britanice.

## Transferul de lade factolade jure

### Acțiunea parlamentului de la Ankara, ianuarie 1920
Vedeți și: Mișcarea Khilafat
Nou înființatul parlament de la Ankara nu a recunoscut ocupația de facto a Istanbulului. Parlamentul a conceput  „Pactul Național”. Acesta cuprindea șase principii, pretinzând dreptul la autodeterminare, securitatea Constantinopolului, libertatea de circulație prin strâmtorile Mării Egee și abolirea capitulațiilor Imperiului Otoman. Mișcarea Khilafat din India a încercat să influențeze guvernul britanic să protejeze califatul Imperiului Otoman. Deși Mișcarea Khilafat era o mișcare religioasă musulmană, lupta ei se integra tot mai profund în Mișcarea de Independență a Indiei. Ambele mișcări (Misak-ı Milli și Khilafat) împărtășeau la nivel ideologic numeroase noțiuni, asupra cărora Aliații au încercat să se concentreze în timpul Conferinței de la Londra. După ce Imperiul Otoman pierduse războiul și făcuse pace cu Antanta, dezideratele mișcării Misak-ı Milli, la nivel local, și Khilafat, la nivel global, au intrat la rândul lor în atenția planurilor Aliaților. 

### Definitivarea partiționării, februarie 1920
Vedeți și:  Conferința de la Londra (februarie 1920) și Conferința de la San Remo
Planurile pentru împărțirea Imperiului Otoman trebuiau să fie definitivate. La Conferința de la Londra de pe 4 martie 1920, Antanta a decis să pună în practică înțelegerile secrete semnate în timpul războiului. După negocieri, s-a ajuns la un act care avea să fie semnat ca Tratatul de la Sèvres. Orice formă de rezistență din partea Imperiului Otoman trebuia să înceteze. Forțele militare aliate din Istanbul au primit ordinul să întreprindă toate acțiunile necesare. 
Din punct de vedere politic, negocierile pentru Tratatul de la Sèvres au presupus formarea unor zone de ocupației grecești, franco-armeană, italiană și lărgirea statului armean și păstrarea formală a integrității Imperiului Otoman. Cetățenii musulmani ai Imperiului Otoman au considerat că aceste planuri echivalau cu o pierdere a suveranității. Serviciile britanice de informații percepuseră Mișcarea Națională Turcă ca o mișcare a cetățenilor musulmani din Anatolia. Revolta musulmanilor din toată Anatolia a adus două argumente britanicilor cu privire la noile aranjamente: administrația musulmană (Imperiul Otoman) nu era sigură pentru creștini și Tratatul de la Sèvres era singura posibilitate prin care se putea asigura securitatea creștinilor. Punerea în aplicare a Tratatului de la Sèvres era imposibilă însă fără înăbușirea mișcării conduse de Mustafa Kemal. 
Din punct de vedere militar, britanicii considerau că dacă Aliații nu pot controla Anatolia în acele momente, pot măcar să controleze Istanbulul. Ca urmare, planul ar fi fost ca toate organizațiile ostile să fie distruse treptat, începând din Istanbul și continuând până în adâncul teritoriului anatolian. Ministerul de externe britanic a fost rugat să facă un plan care să asigure îndeplinirea acestui obiectiv. Responsabili britanici au gândit un plan asemănător cu cel care îl folosiseră în timpul Revoltei Arabe. Planul era să șubrezească autoritatea sultanului prin separarea lui de guvern și să învrăjbească milleturile unul împotriva celuilalt, în principal milleturile musulmani împotriva celor creștine, ceea ce ar fi fost soluția optimă pentru britanici, cu folosirea unui minim de resurse. 

### Dizolavarea Parlamentului, martie 1920
Vedeți și:  A doua eră constituțională (Imperiul Otoman)
Forțele britanice au trecut la operațiuni de forță. Pe 14 martie, britanicii au ocupat clădirea Poștei centrale. A doua zi, britanicii au început arestarea naționaliștilor turci. Divizia a 10-a turcă și școala militară de muzică s-au opus arestărilor. Cel puțin 10 elevi au fost uciși de focul deschis de militarii britanici și indieni. Numărul total al celor morți în aceste operațiuni nu este cunoscut cu certitudine. Parlamentul otoman s-a reunit pe 18 martie și a trimis o notă de protest aliaților față de arestarea a cinci dintre deputați. Acesta a fost momentul în care sistemul politic otoman a încetat să mai existe. Sub presiunea britanicilor, parlamentul a încetat să mai funcționeze, lăsându-l pe sultan drept singur conducător al imperiului. Fără sprijinul parlamentului, sultanul trebuia să facă față de unul singur acțiunilor britanicilor. Începând cu 18 martie, sultanul a devenit omul de paie al Ministerului britanic de externe și pe 11 aprilie a proclamat dizolvarea oficială a parlamentului. Aproximativ 150 de politicieni turci au fost exilați în insula Malta. 
După dizolvarea parlamentului a urmat închiderea ziarului Yeni Gün (Ziua Nouă). Yeni Gün era proprietatea lui Yunus Nadi Abalıoğlu, un jurnalist influent, care era purtătorul de cuvânt neoficial al mișcării de rezistență. 

### Declarația oficială din 16 martie 1920
Pe 16 martie 1920, a treia zi de la declanșarea ostilităților, forțele aliate au proclamat ocupația militară a orașului. Declarația afirma că ocupația Constantinopolului întreprinsă pentru împiedicarea răspândirii naționalismului turc. În continuare, declarația stipula că:
- Aliații ofereau garanții că nu voiau să preia conducerea țării.
- Aliații urmau să mențină Strâmtorile deschise și să ofere protecție armenilor.
- Aliații au convins guvernul otoman să-i condamne pe naționaliștii turci și să-i trimită pe mulți dintre ei în exil.
- Sultanul a numit un nou guvern sub președinția lui Damad Ferid[15].

## Impunerea tratatului de pace
Luna iunie a fost stabilită ca dată limită pentru semnarea tratatului de pace. Orice rezistență trebuia învinsă în perioada martie – iunie. 

### Presiunile inițiale asupra insurgenților, aprilie – iunie 1920
Britanicii au cerut ca insurgenții naționaliști turci să fie eliminați de forțele turce din Anatolia loiale sultanului, pregătite și înarmate de britanici. Ca urmare, guvernul de la Istanbul, care acționa fără control parlamentar, a numit un nou inspector general în Anatolia, Süleyman șefik Pașa, și a format o nouă Armată de Securitate, care să lupte cu sprijinul britanicilor împotriva naționaliștilor  și să ajute la impunerea autorității centrale. Britanicii au sprijinit de asemenea grupurile de gherilă din Anatolia (termenul folosit era de „Armată independentă”), grupuri conduse de refugiați cerchezi, trimiși în zonă de ruși. Cel mai faimos lider cerchez a fost Ahmet Anzavur, ale cărui forțe au fost sprijinite cu bani și arme de guvernul de la Istanbul și de britanici. Ahmet Anzavur a ajuns la un moment dat să conducă un număr de batalioane ale Armatei de Securitate, la comanda cărora a întreprins mai multe campanii în regiunile rurale ale Anatoliei.  
Eficiența acestor forțe a fost extrem de scăzută. Înfrângerea forțelor guvernamentale în apropierea Izmirului a dus la consecințe serioase. Britanicii i-au respins pe naționaliști doar cu ajutorul artileriei și aviației, dar la Istanbul s-a instalat panica. Comandantul britanic George Milne a cerut întăriri. Cererea sa a declanșat o lungă dezbatere cu privire la amploarea efectivelor care să lupte împotriva naționaliștilor. Mareșalul  Ferdinand Foch a apreciat într-un raport că era nevoie de 27 de divizii. Numai că britanicii nu dispunea de aceste divizii în regiune și nu puteau să mobilizeze din țară forțe noi, de vreme ce guvernul de la Londra proclamase încheierea războiului cu victoria aliată. O mobilizare de o asemenea amploare ar fi avut consecințe care ar fi depășit  capacitatea politică a guvernului britanic. 
Britanicii au ajuns la concluzia că mișcarea naționalistă, care se întărise în timpul Primului Război Mondial, nu poate fi înfrântă fără mobilizarea unei forțe numeroase și bine pregătite. Pe 25 iunie, forțele Armatei de Salvare (Kuva-i Inzibatiye) au fost demobilizate, fiind considerate inutile. 

### Prezentarea tratatului sultanului, iunie 1920
Vedeți și: Tratatul de la Sèvres
Termenii tratatului de pace au fost prezentați sultanului la mijlocul lui iunie. Tratatul avea prevederi extrem de aspre. Aliații nu credeau că, în condițiile în care exercitau o presiune mare asupra mișcării naționaliste, sultanul să se poată opune în mod serios. 

## Cronologia încheierii ocupației
- 11 octombrie 1922 – Semnarea Armistițiului de la Mudanya, încheierea Războiului de Independență.
- 1 noiembrie 1922 –  abolirea Sultanatului Otoman.
- 17 noiembrie 1922 –  plecarea din Istanbul a ultimului sultan, Mehmed al VI– lea Vahideddin.
- 24 iulie 1923 –  semnarea Tratatului de la Lausanne.
- 23 august 1923 –  începerea evacuării trupelor aliate din Istanbul, în conformitate cu prevederile Tratatului de la Lausanne.
- 4 octombrie 1923 –  ultimele trupe aliate au părăsit Istanbulul.
- 6 octombrie 1923 –  primele trupe turce au intrat în Istanbul.
- 29 octombrie 1923 –  proclamarea Republicii Turcia, cu capitala la Ankara.

## Lista Înalților Comisari Aliați
Franța:
- noiembrie 1918 – ianuarie 1919– Louis Franchet d'Esperey
- ianuarie 30, 1919 – decembrie 1920– Albert Defrance
- 1921– octombrie 22, 1923– Maurice César Joseph Pelle

Italia:
- noiembrie 1918 – ianuarie 1919–Carlo Sforza
- septembrie 1920 – octombrie 22, 1923–Eugenio Camillo Garroni

SUA:
- noiembrie 1918, ianuarie 1919– Gabriel Bie Ravndal

martie 1919 – octombrie 22, 1923– Mark Lambert Bristol